# 거스 호프먼
거스 호프먼(Gus Hoffman, 1991년 8월 26일 ~ )은 미국의 배우이다.
콜로라도스프링스에서 태어났다.

## 영화
- 타고난 재능: 벤 카슨 스토리 (2009년)
- 웰컴홈 (2008년)
- 잭과 코디, 우리집은 호텔 스위트 룸 (2005년)
- 리바운드 (2005년) - 고글스 역